# Klockgjutargränd

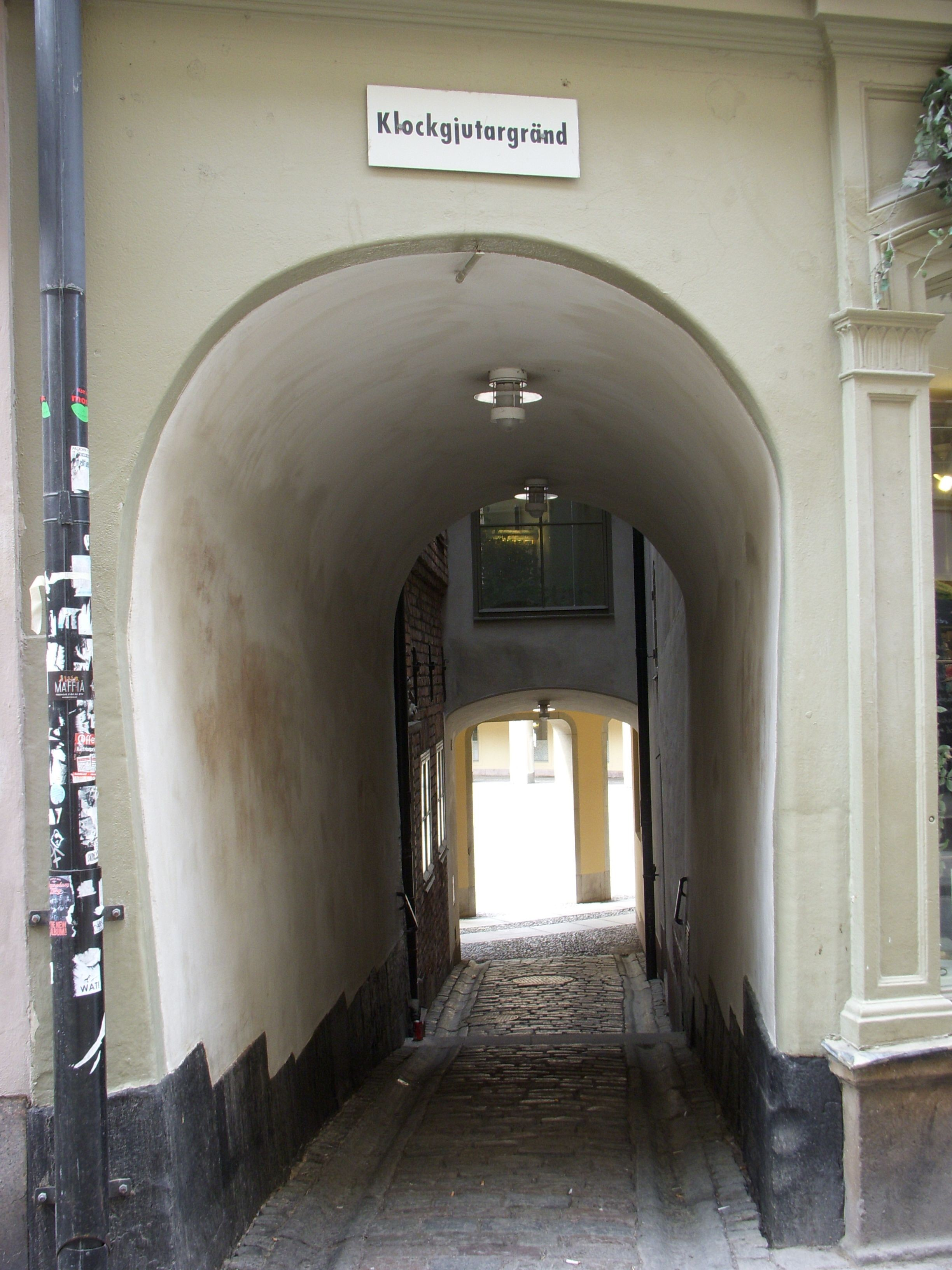
Klockgjutargränd sedd från Västerlånggatan.

 Klockgjutargränd är en gränd i Gamla stan i Stockholm. 
Gränden utgår från Västerlånggatans norra del i västlig riktning och slutar efter bara några meter det runda Brantingtorget inne i kvarteret Cephalus. Gränden har fått sitt namn efter den tyske klockgjutaren och ljusstakstillverkaren Jurgen Putens (i källor vanligen kallad Jöran Putenson) som hade sin verkstad här i mitten på 1600-talet. Han var en skicklig klockgjutare och har tillverkat två av Storkyrkans klockor. Putens uppfann även en brandspruta som kom till användning vid den stora branden 1625. 
Äldre namnformer är Klåkjuutar grändh och Klåchgiutare gränden. I början av 1700-talet förekom även namnet Hiortens gränd. Gränden har även kallats Stakemakaregränden. Gränden är Stockholms kortaste med cirka 15 meter längd.
Gränden var fram till 1940-talet mycket längre och sträckte sig då mellan kvarteren Cephalus och Lychaon ända fram till Myntgatan. Genom saneringen av kvarteret Cephalus klipptes samtliga tre inom området befintliga gränder (Klockgjutargränd, Kolmätargränd och Stenbastugränd) av och slutar sedan dess i Kanslihusannexets runda innergård. Öppningarna mot Västerlånggatan finns dock kvar.